# Circumductie

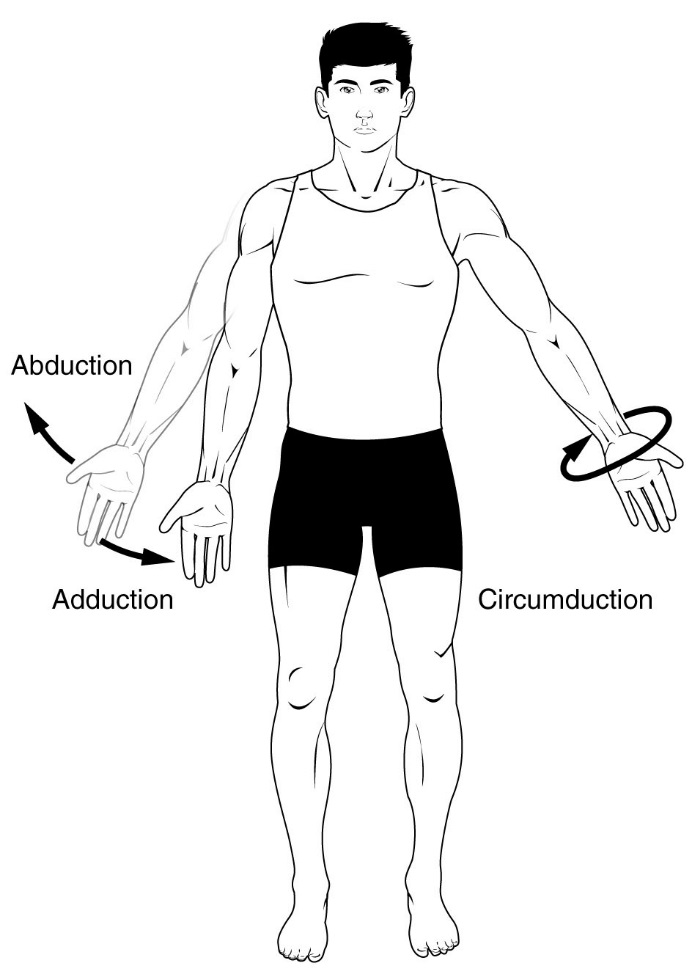
Adductie en circumductie

Circumductie (Latijn circumducere, ronddraaien) is een beweging van een extremiteit als hand, voet of vinger, waarbij deze rond de mantel van een denkbeeldige kegel gaat en het uiterste puntje van deze extremiteit een cirkel beschrijft. Bij circumductie is er sprake van een afwisseling van aanspanning in flexoren, extensoren, adductoren en abductoren.
Een speciale vorm van circumductie is helicopedie, de beweging van een spastisch verlamd been bij patiënten met een eenzijdige verlamming.